# 阮伯瑾
阮伯瑾（發音：[ŋwiən˦ˀ˥ ʔɓaː˧˦ kən˧˩]；1930年9月9日—2009年5月20日），教名伯多祿（Phêrô），曾任越南共和國眾議院議長和總理。
阮伯瑾是芹苴省人。1975年4月4日至4月24日期间，任越南共和國总理，時任总统为阮文绍和陈文香。

## 早年經歷
1930年9月9日阮伯瑾出生於越南南部的芹苴市的一個農民家庭中，曾就讀於芹苴的潘清簡中學。

## 政治生涯
1969年，阮伯瑾與議員鄧文充和越南勞工總聯合會主席陳國寶合作成立了越南工農黨，由陳國寶擔任黨主席，阮伯瑾擔任總祕書。
1975年4月5日，阮伯瑾接任越南共和國總理一職，並在陳文香總統辭職後正式離職，由武文牡接任。

## 流亡
2003年，阮伯瑾完成自己的回憶錄《我的祖國》（Đất Nước Tôi）並在美國出版，該書記錄了他從童年到參政的一生。

## 家庭
- 妻子：伊麗莎白·阮氏修（Elizabeth Nguyễn Thị Tu）[6]

## 外部鏈接
- Audio: Hồi Ký ĐẤT NƯỚC TÔI (Nguyễn Bá Cẩn – Đài Radio Saigon Dallas 980am đọc) （页面存档备份，存于）

| 前任： 陈善谦 | 越南共和国总理 1975年 | 繼任： 武文牡 |